# Ljudska prava u Urugvaju
Sva ljudska prava propisana prema poveljama Ujedinjenim narodima zajamčena su u Urugvaju bez obzira na vjersku, rasnu ili političku pripadnost. Prema provedbi tog zakona Urugvaj jedna od najuspješnijih zemalja u Južnoj Americi, a stranica Freedom House ocijenila je ljudska, politička i građanska prava u Urugvaju s najvišim mogućim ocjenama.

## Ljudska prava
Prvo ozakonjeno ljudsko pravo u Urugvaju je pravo na život. Ozakonjeno je ukidanjem smrtne kazne, nakon ponovnog uspostavljanja demokracije početkom 1980-ih.
Sloboda govora zajamčena je nizom zakona Parlamenta iz 1996. godine. Svaki građanin može dati svoje mišljenje političkog ili gospodarskog stanja na način da time ne naruši zakon o privatnosti i ne povrijedi ničiji ugled i dostojanstvo. Urugvajske vlasti uglavnom poštuju ove zakone s iznimkama međunaordnih afera poput Panamskih dokumenata. Početkom 2014. godine dio ljevičarskih novinskih tiskovina prekršila je pravo slobode govora uskraćujući izjave crkvenih dužnosnika o stanju u zemlji.
Pravo na slobodu vjerosipovijesti imaju svi urugvajski građani te država kao takva ne potiče niti daje potporu nijednoj vjerosipovijesti zastupljenoj u zemlji. Postoji mnogo kritičara sve jače sekularizacije, jer se gotovo cijela urugvajska kultura i povijest veže uz Katoličku Crkvu, koja ne želi biti državna vjera, ali želi poseban status u odnosu na druge jer ima najveći utjecaj u urugvajskoj povijesti, posebice uborbi za neovnisnost. Vjeronauk je zabranjen i kao izborni predmet u državnim školama, ali i u većem dijelu privatnih. Sekularizacijom su i ukinuti crkveni blagdani te su preimenovani u državne nazive; tako je Uskrs turistički tjedan, a čak niti Božić nije državni blagdan, već samo praznik. Takav stav dovodi do čestih prosvjeda i nesuglasica te rasprava o tome imaju li onda vjernici dostatna prava na slavljenje svojih blagdana.
Glasačko pravo imaju svi građani koji ispunjavaju zakonski kriterij punoljetnosti i slobode odlučivanja kome će dati svoj glas. Izbori se provode svake pete godine načinom glasanja u dva kruga, ako se u prvom ne ostvari 50% + 1 glas. Glasovati mogu i zatvorenici s kaznom do 15 godina ili s kaznom kojom ne gube određena građanska prava poput glasačkog prava. Uz svake opće izbore provodi se i referendum s jednim ili dva pitanja koja su prihvaćena od strane Ustavnoga suda.
Predizborna šutnja traje punih tjedan dana prije izbora, a novčano potpomaganje izbornih kandidata zabranjeno je za javne osobe i zastupnike Parlamenta te radnike u Državnoj upravi. Također stranke koje izlaze na izbore moraju predočiti troškovnik predizborne kampanje i popis donacija s imenima i prezimenima te osobnim podatcima građana odnosno pravnih osoba.